# 動物方城市
是一部於2016年上映的美國3D電腦動畫動作喜劇冒險電影，由華特迪士尼動畫工作室製作，並由華特迪士尼影業負責發行，也是第55部迪士尼經典動畫長片。該片由拜倫·霍華德、里奇·摩尔和傑瑞·布希聯合執導，主要的配音員包括吉妮佛·古德溫、詹森·貝特曼、伊卓瑞斯·艾巴、珍妮·斯蕾特、內特·托倫斯、寶妮·杭特、唐·雷克、湯米·鐘、J·K·西蒙斯、奥克塔维亚·斯宾塞、阿蘭·圖代克和夏奇拉等人。電影故事的主要背景設定在一個只有人類以外的哺乳動物所居住的大城市中，其劇情則敘述了主角兔子女警茱蒂和一隻街頭行騙高手狐狸尼克合作解開一樁肉食動物的失蹤案，並揭發其背後的陰謀。
曾執導《雷霆戰狗》及《魔髮奇緣》等片的霍華德最初於2011年向迪士尼的首席創意官兼執行製作人約翰·拉薩特提出了這部電影的想法，他和摩爾、布希等人一起創作了電影的故事，而劇本則是由布希和菲爾·強斯頓（Phil Johnston）兩人共同編寫；曾為多部皮克斯動畫電影譜曲的麥可·吉亞奇諾則在本片中首次為迪士尼的動畫長片擔任配樂。在電影約五年的製作過程中，其角色和故事都經過了反覆的修改；為了讓電影中動物的毛髮能夠更顯逼真，迪士尼動畫工作室的電腦工程師也設計了新的軟體供動畫師使用。
《動物方城市》最初於2016年2月13日在比利時的布魯塞爾動畫電影節上舉行首映，並於同年3月4日在北美等地區以2D、3D、RealD 3D、IMAX 3D等形式正式上映。電影上映後獲得的好評如潮，許多影評都稱讚其出色的配音團隊、劇本、幽默和動畫效果；此外，該片順應時勢地將偏見及刻板印象等主題融入劇情也成為其廣受好評的原因之一。該片上映之後，在許多國家和地區都創下了當地的票房紀錄，其總票房收入更於2016年6月5日突破了10億美元，同時也是有史以來票房收入排名第47名的電影。《動物方城市》亦獲得了不少榮譽，包括金球獎、评论家选择奖、安妮獎以及奧斯卡最佳動畫片獎等。

## 故事

### 背景設定
電影的背景設定於一個只有人類以外的哺乳動物所居住的世界，其居民又分為肉食動物（predator）和草食動物（prey）兩大族群。世界上所有動物中有近九成全為草食動物。在數千年前，動物們仍過著野蠻的生活，而肉食動物也曾靠著獵食草食動物維生；但經過多年的演化後，動物們進化成能夠理性思考並以雙腳直立行走，而肉食動物和草食動物雙方也達成了和平協議，停止互相殘殺的生活方式。直到現今，“方城市”（Zootopia）成為了一個住著各類已進化哺乳動物的現代化烏托邦式大都市，肉食動物和草食動物之間彼此和平相處；動物們也會使用各式各樣的科技產品，而肉食動物則以昆蟲、魚類等作為食物的來源。
方城市為了使各類動物都能夠擁有適合的生存環境，利用了大型的空調系統和灑水器等設施將城市劃分為數個不同的氣候區域，包括撒哈拉廣場（Sahara Square）、極地區（Tundratown）和雨林區（Rainforest District）等；而市區內則有草原中心（Savanna Central）和鼠輩小城（Little Rodentia）。:44-45

### 劇情
朱迪（Judy Hopps）是一隻來自農村兔窩鎮（Bunnyburrow）的穴兔，她在九歲時的一次舞臺劇表演上立志要成為一名警察——一個較適合肉食動物的工作，其父母則希望她和其他兔子一同在家鄉種蘿蔔。當朱迪成年後，她進入方城市警官學校學習，最終榮譽畢業並成為方城市警察局史上第一位兔子警官。但沒想到，朱迪離開兔窩鎮來到方城市後，報到的第一天卻被蠻牛局長（Chief Bogo）指派擔任不受重視的交通警員，更被拿罰單的民眾表示反感；而在當天上午，朱迪在一間冰淇淋店結識了一隻赤狐騙子尼克（Nick Wilde）和他的同夥飛仔（Finnick），由於童年時自己與朋友們曾被狐狸——惡霸吉登（Gideon）——欺負過而格外提防，被尼克唬弄後更是發現其騙錢生意卻無從阻止。晚上朱迪回到租屋處，心情低落地與父母通話。
隔天，朱迪在發現一名叫威斯頓公爵（Duke Weaselton）的黃鼠狼在一間花店行竊後，拋下了交通警員的工作，開始在全城追捕他。儘管她追捕有功，卻因她擅離職守且不聽上級指示而遭到了蠻牛局長的責罵。當獺太太（Mrs. Otterton）來到蠻牛局長的辦公室懇求警方幫忙尋找她失蹤的丈夫獺密特先生（Mr. Emmitt Otterton）時，在場的茱蒂自願接下了這個案子。在楊咩咩副市長（Dawn Bellwether）的幫助下，蠻牛局長被迫地同意她接案，但要求她必須在48小時內破案，否則得交出警徽辭職。朱迪調閱資料後發現尼克剛好是失蹤案的關鍵證人，於是以告發他多年來漏報營業稅威脅他協助破案。
當晚朱迪和尼克輾轉前往極地區的一家禮車出租公司尋找線索；他們在那裡被極地區的黑幫頭目B老大（Mr. Big）的手下發現並帶到其家中，而朱迪和尼克也從他得知是獺密特先生襲擊了他的司機賣岔（Mr. Renato Manchas）。兩人接著前往雨林區詢問賣岔，但他卻突然發狂並襲擊兩人；朱迪呼叫總局協助後，蠻牛局長和其他警員來到現場，但發狂的賣岔卻已無處可尋。蠻牛局長要求朱迪交出警徽，但在尼克的辯護下默許他們繼續破案。黎明時，在離開現場的纜車上，尼克告訴了朱迪他幼年時興奮地參加童軍，卻被草食動物們霸凌並強迫戴上防咬套的經歷，也是長大後選擇成為騙子的主因。後來他們在楊咩咩的協助下使用道路監視器追查賣岔的去向，循線來到懸崖上的一間廢棄醫院，並發現所有失蹤的動物都被關押在此，且所有失蹤的動物都與獺密特與賣岔一樣，都處於失去理智的野蠻狀態。而囚禁他們的就是獅明德市長（Leodore Lionheart），他不但私下捕捉所有發狂的肉食動物，還請人研究他們發狂的原因。然而研究人員卻對這種狀況束手無策，只能建議獅明德將真相公布；但獅明德市長擔憂消息一旦傳出，不但會動搖整個方城市，還會讓身為一隻獅子的他失去市民的信任，所以選擇隱瞞一切，甚至連蠻牛局長也不知情。
後來，朱迪與尼克逃出醫院並向社會大眾公布一切，獅明德被逮捕，而朱迪也因破案有功而成為了英雄。朱迪邀請對破案有重大功勞的尼克加入警局成為自己的搭檔，但在稍後的記者會上，面對記者提出「肉食動物為何發狂」的問題，茱蒂一句「與天性有關」的失言勾起了尼克幼年時被欺負的痛苦回憶，於是他和朱迪爭執後憤而離去。而事件並未安穩落幕，不但所有發狂的肉食動物都無法恢復原狀，更陸續傳出有更多肉食動物野蠻化的案例。群眾對肉食動物的恐懼使雙方對立日漸加深，城市動亂頻仍。朱迪覺得自己的所作所為沒有讓城市變得更美好，反而還使社會分崩離析，遂婉拒了成為新任市長的楊咩咩與蠻牛局長提出讓她成為方城市警局新代言人的邀請，反而心灰意冷地辭去警官的職務並回鄉協助家人務農。
朱迪回到兔窩鎮後，得知曾經的惡霸吉登已改過自新；後來透過父母的對話，發現用來驅蟲的植物「夜嚎怪」（Nighthowler）才是動物發狂的主因。她趕回方城市尋找尼克並向他道歉，兩人和好後繼續合作破案。他們先找到威斯頓公爵，在B老大協助逼供下威斯頓公爵告訴他們到一個廢棄的地鐵站可以找到在秘密實驗室裡將夜嚎怪製成子彈的公羊道格（Doug）。朱迪和尼克順利取得實驗室的證據後欲將其送往警局，卻在走捷徑到博物館時遭到市長楊咩咩帶人中途攔截，揭露其才是整個事件的主謀：她不但設計讓獅明德失勢，還想藉由煽動群眾對肉食動物的恐懼來掌握權力。危急時刻，朱迪和尼克逢場作戲欺騙楊咩咩，並暗中用錄音筆將她主謀及陷害獅明德市長的供詞錄下，而趕到現場的警方也逮捕了楊咩咩和她的同伙。成功破案後，夜嚎怪的解藥被研發出來，所有受影響的動物逐漸康復，社會風氣亦回歸和平，茱蒂也回到警局再次擔任警官；尼克則在從警官學校畢業後，成為方城市警局的第一位狐狸警官，以及茱蒂的搭檔警員。
故事的最後以眾動物於志羚姐姐的演唱會上伴隨歌曲嘗試一切（Try Everything）熱情狂歡作為結尾，而鋃鐺入獄的楊咩咩只能在監獄裡帶著不屑的眼神看著電視轉播。

## 角色
- 哈茱蒂（Judy Hopps）[27]

配音：英：吉妮佛·古德溫；戴拉·薩巴（幼年），台：蔡依林；曾詩淳（幼年），港：容祖兒；黃芓蕎（幼年），陸：季冠霖；王艺璇（幼年）
穴兔，本作女主角，方城市警察局城中區第一分局的新進警員。
- 胡尼克（Nicholas P. "Nick" Wilde）[註 4][27][28]

配音：英：杰森·贝特曼；凱斯·蘇西（幼年），台：王辰驊；梁博堯（幼年），港：黃子華；黃健恆（幼年），陸：張震；张明铭（幼年）
赤狐，本作男主角，曾經是方城市中的街頭行騙高手，後來於警察局成為茱蒂的拍檔。
- 蠻牛局長（Chief Bogo）[29]

配音：英：伊卓瑞斯·艾巴，台：林谷珍，港：李建良，陸：馮盛
非洲水牛，方城市警察局城中區第一分局局長。志羚姐姐的歌迷。
- 獅明德（Leodore Lionheart）[29]

配音：英：J·K·西蒙斯，台：符爽，港：高翰文，陸：任亞明
獅子，方城市的市長。中期被楊咩咩陷害而被逮捕，事件落幕後獲得釋放，重回市長職位。
- 楊咩咩（Dawn Bellwether）[29]

配音：英：珍妮·斯蕾特，台：陳季霞，港：劉玉翠，陸：林蘭
綿羊，方城市的副市長，後期因陷害獅明德，害其被逮捕下成為市長，本作迪士尼反派，是製造夜嚎怪使肉食動物發狂的幕後黑手，最後被逮捕。
- 洪金豹（Benjamin Clawhauser）[29]

配音：英：奈特·托倫斯，台：李勇，港：林澤群，陸：李楠
獵豹，方城市警察局城中區第一分局的警務簽派員、接待員。
- 志羚姐姐（Gazelle）[30]

配音：英：夏奇拉，台：劉小芸，港：郭碧珍，陸：李世榮
湯氏瞪羚，方城市的著名歌星。
- 犀利哥（Yax）[29]

配音：英：湯米·鐘，台：陳宗岳，港：朱栢康，陸：陈喆
犛牛，迷之春水療俱樂部（The Mystic Spring Oasis）的老闆
- 哈邦妮（Bonnie Hopps）[29]

配音：英：邦妮·夯特，台：龍顯蕙，港：邵美君，陸：徐靜
穴兔，哈茱蒂的母親
- 哈斯圖（Stu Hopps）[29]

配音：英：唐·雷克，台：王希華，港：關信培，陸：凌雲
穴兔，哈茱蒂的父親、兔窩鎮哈氏家族農場（Hopps Family Farm）的主人
- 快俠（Flash）[29]

配音：英：雷蒙德·佩爾西，台：夏治世，港：賈澤麟，陸：藤新
三趾樹懶，方城市哺乳動物車輛管理局員工，动作非常缓慢。
- 希金斯警官（Officer Higgins）[31]

配音：雷蒙德·佩爾西
河馬，方城市警察局市中心第一分局的警官
- 大先生（Mr. Big）[32]

配音：英：莫里斯·拉馬奇，台：姜先誠，港：李忠強，陸：高增志
鼩鼱，極地區（Tundratown）的黑社會頭目，表面冷酷但很重义气，願意協助哈茱蒂和胡尼克找出真相
- 威斯頓公爵（Duke Weaselton）[29][33]

配音：英：阿蘭·圖代克，台：孫中台，港：黎景全，陸：陈喆
伶鼬，偷竊犯、盜版影碟賣家
- 獺太太（Mrs. Otterton）[29]

配音：英：奥克塔维亚·斯宾塞，台：劉小芸，港：潘麗芳，陸：黎筱蒙
北美水獺，獺密特先生的太太、擁有兩個小孩
- 飛仔（Finnick）[29]

配音：英：湯姆·里斯特，台：王希華，港：穆易，陸：郝祥海
耳廓狐，胡尼克的詐騙同夥
- 柏嘉醫生（Dr. Madge Honey Badger）[29]

配音：英：凱蒂·洛斯，台：汪世瑋，港：莫蒨茹
蜜獾，精神科醫師
- 賣岔（Mr. Renato Manchas）[29]

配音：英：傑西·科爾蒂，台：李英立，港：黃文偉，陸：藤新
黑美洲豹，B老大的私人司機
- 麥大角警官（Officer McHorn）

配音：英：馬克·史密斯，台：李英立，港：黃文偉
黑犀，方城市警察局市中心第一分局的警官
- 露露（Fru Fru）[34]

配音：英：莉亞·拉薩姆，台：李直平，港：郭碧珍，陸：佟心竹
鼩鼱，B老大的女兒
- 波希拉（Priscilla）[34]

配音：英：姬絲汀·貝兒，台：龍顯蕙，港：鄭佩嘉
三趾樹懶，方城市哺乳動物車輛管理局員工
- 吉丁·葛雷（Gideon Grey）[35][36]

配音：英：菲爾·強斯頓，台：高德宇，港：邱萬城，陸：曹旭鹏
赤狐，小時候曾欺負哈茱蒂的惡霸、長大後成為鎮上的糕點師
- 道格（Doug）[34]

配音：英：里奇·摩尔，台：夏治世，港：李家輝
公羊，在地下實驗室中製作「夜嚎怪」萃取液的藥劑師，最後與楊咩咩一起被逮捕。
- 傑瑞（Jerry Jumbeaux Jr.）[29]

配音：英：約翰·狄馬吉奧，台：李英立，港：邱萬城
非洲象，甜品店店長
- 沃特（Woolter）和傑西（Jesse）[37][38]

配音：英：約翰·狄馬吉奧
公羊，道格在實驗室中的兩個手下
- 比奇（Bucky Oryx-Antlerson）[34]

配音：英：拜倫·霍華德，港：陳振聲
扭角林羚，哈茱蒂在方城市宿舍的鄰居
- 崔維斯（Travis）[39]

配音：英：拜倫·霍華德
矇眼貂，吉丁·葛雷小時候的同夥
- 普朗克（Pronk Oryx-Antlerson）[34]

配音：英：傑瑞·布希，港：黎景全
南非劍羚，哈茱蒂在方城市宿舍的鄰居
- 教官（Major Friedkin）[35]

配音：英：富西雅，台：汪世瑋，港：莫蒨茹
北極熊，方城市警官學校的教官
- 南姬（Nangi）[35]

配音：英：吉塔·瑞迪，台：蕭吉惠，港：蘇青鳳
印度象，迷之春水療俱樂部的瑜伽教師
- 女房東（Landlady）[40]

配音：英：喬西·崔妮達德，台：童海培，港：蘇青鳳
九帶犰狳，哈茱蒂在方城市宿舍的房東
- 心慌豬（Frantic Pig）[34][42]

配音：英：約書亞·達拉斯，台：陳宗岳，港：陳振聲
家豬，花店老闆、被威斯頓公爵偷走店內貨品
- 鼠工人（Mouse Foreman）[35]

配音：英：約翰·拉維爾，台：馬伯強，港：李家輝
小家鼠，工頭、胡尼克販售冰棒棍的對象
- 彼得·摩殊（Peter Moosebridge）[43]

配音：英：彼特·曼斯布利吉，台：蔡宜學，港：張振聲
駝鹿，方城市新聞台（ZNN）播報員
其他配音演員
- 台灣版：沈衣芳、沈孟蓁、陳旭昇、謝卓芳、孫若薇、劉安、賈文安、周寧、高嘉鎂、呂筱薇、張志超、李昀晴
- 香港版：陳旭恆、黃樂維、容逸恆、馬慧琪、葉嘉敏、陳子朗、陳子頌、梁星朗、莫子鋒、張熒珈、梁綺庭、莫子瑩
- 大陸版：李兰陵、林强、李铫、阎么么、武文、王韩嘉宝、裴俊一、王淳熙、李艾米

## 製作

### 發展
《動物方城市》的製作計畫最初於2013年8月在華特迪士尼公司的官方粉絲俱樂部D23年度博覽會上公開，該片將由傑瑞·布希擔任編劇，並預計於2016年3月上映。不過，詹森·貝特曼即將參與某迪士尼電影演出的消息早在計畫正式公開前的2013年5月就已被透漏給部分媒體，但當時各界對這部電影的存在仍未有多少了解。2015年3月時，迪士尼宣布除了傑瑞·布希外，曾執導《無敵破壞王》的里奇·摩尔也將參與這部電影的執導。
這部電影的構想源於1973年電影《羅賓漢》，導演拜倫·霍華德希望以該片為藍圖製作一部同樣是以擬人化動物為主角的動畫電影。 最初，霍華德曾以擬人動物為基底向迪士尼的首席創意官兼執行製作人約翰·拉薩特以及迪士尼動畫工作室的總裁艾德文·卡特姆兩人提出了六個構想；其中包括動物版本的《三劍客》、一隻太空賞金獵人巴哥犬以及一部具有1960年代B級片風格的電影，其主角則是一位在荒島上將孩子們變成動物的瘋狂醫生。:9霍華德曾說道：「約翰很喜歡1960年代的詭譎氛圍、以及太空巴哥犬構想裡的動物角色；將一個構想中的世界與另一個構想中的角色融合在一起，這樣的想法是由他提出來的。」後來，霍華德便以這兩個構想作為基礎提出了《動物方城市》的原型。:9
在這些想法作為前提下，製作團隊希望這部電影中所呈現的大城市將是由動物本身、而非人類所設計的。 霍華德曾提到，在其它擬人動物電影中，動物們要不是居住在自然環境中，就是和人類共同生活；但「動物方城市」將有所不同，其構想是動物們全都居住在一個由牠們自己設計、打造的現代化世界中。拉薩特對於這樣一個現代化動物大都會的想法相當青睞，而在霍華德向他提出這個構想時「把他像辛巴寶寶般給舉了起來」。拉薩特曾說道：「我一直對迪士尼的動畫電影有著熱愛；在那些作品中，動物們會講話、會直立行走、會像人類一般地著衣。而在《魔髮奇緣》發行後不久，我就發現該片導演之一的拜倫·霍華德和我有著相同的喜愛。例如《羅賓漢》、《柳林風聲》、《木偶奇遇記》等電影都非常有趣。那些才是經典的迪士尼，但我們卻有好一段時間沒製作那種電影了；這就啟發了我們去為現代的觀眾製作一部那樣的電影。」:6
由於當時位於美國加州伯班克的華特迪士尼動畫工作室總部“羅伊·O·迪士尼動畫大樓”正在進行翻新工程，本片與《海洋奇緣》皆是位於好萊塢北部一間臨時搭建的大型廠房進行製作。

### 動畫設計

主角哈茱蒂（Judy Hopps）和胡尼克（Nick Wilde）在製作初期的概念藝術，繪者為導演拜倫·霍華德

製作團隊於迪士尼動物王國、肯亞、聖地牙哥野生動物園等地點展開對動物的研究，動畫師們一共花了八個月的時間觀察動物們行走時的動作循環（walk cycles）以及牠們的毛髮顏色；在這段期間，動畫師共畫出了約80萬不同種類的哺乳動物供電影製作使用。方城市的外觀設計取材自紐約市、舊金山、拉斯維加斯、巴黎、上海、香港、北京、東京和巴西利亞等國際都市，而為了要設計出一座能夠讓適應於不同氣候且身高範圍可從數公分到數公尺的各類動物共同居住的城市，製作團隊還諮詢了美國殘疾人法案的專家以及暖通空調系統的設計師。此外，電影中的動物所駕駛的汽車則由前福特汽車全球設計副總裁兼首席創意官J·梅斯協助設計。:6
而為了使電影中角色的毛髮能夠顯得更真實，製作團隊也造訪了一間自然史博物館，並利用館內的顯微鏡在各種不同光線下觀察動物毛髮的外觀。在《動物方城市》之前，迪士尼最近一次研究動物毛髮的動畫是在2008年電影《雷霆戰狗》的製作過程，但當時的軟體技術所產生的效果的真實性在這部電影中使用略顯過時，所以迪士尼動畫工作室的程式設計師設計了一套用來控制毛髮動畫的軟體「iGroom」；它讓角色設計師可以準確地操控動物毛髮的定型、梳理和陰影，並能夠為每一隻角色創造出獨一無二的外觀。此外，該軟體可在動物的毛皮下建立一個假想的底層，並透過操控它來讓毛髮顯得更有「毛茸茸的感覺」；這項前所未有的技術即應用於電影中的角色洪金豹警官（Officer Clawhauser），因為他碩大的頭部幾乎全是由滿布斑點的毛髮所組成。電影中每個角色擁有的毛髮數量也有顯著的差異：主角哈茱蒂（Judy Hopps）和胡尼克（Nick Wilde）各有約250萬根毛髮，一隻長頸鹿則有數量最多的約900萬根毛髮；值得一提的是，這部電影中一隻小老鼠身上的毛髮（約40萬根）比2013年電影《冰雪奇緣》中的艾莎的頭髮數量還多。
《動物方城市》是迪士尼繼《大英雄天團》以來第二次使用「Hyperion」渲染器來製作的動畫電影；製作團隊在渲染器中加入了一個新的毛髮模板以用來產生動物身上更具真實感的綿密毛髮。曾被用於製作《無敵破壞王》的實時顯示軟體「Nitro」在本片中可以快速地產生更一致、完整和細緻的毛髮；在這套軟體出現前的做法較為繁複，動畫師必須透過在作畫的同時觀察角色的剪影或姿勢來預測毛髮將如何擺動和運作。首次應用於《冰雪奇緣》的軟體「Bonsai」在本片中則用來製作背景中各式各樣的植物和樹種，並能夠為它們產生出極為細緻的枝葉。

### 角色及編劇
最初，《動物方城市》的計畫是一部間諜電影，主角則是一隻參考自詹姆士·龐德的雄性兔子特務「野蠻傑克」（Jack Savage）；其故事的背景設定也不是最終的「方城市」，而是一個普通的動物世界，電影名稱也曾有《野蠻之海》（Savage Seas）和《野蠻城市》（Savage City）等不同提案。不過，在迪士尼的故事智囊團隊（Story Trust）的協助下，《動物方城市》改朝警匪片的方向發展；尼克成為了這部電影的主角，而茱蒂最後則變成他的同夥兼助手。在那之後的一段時間內，製作團隊便以這個版本的故事作為藍圖進行開發：雖然草食動物和肉食動物和平相處，但肉食動物卻必須戴著一個可以在他們情緒亢奮時發出電擊的「馴順項圈」（tame collar），而身為少數族群的肉食動物也常常受到不平等的待遇或欺侮；主角尼克則創造了一個地下俱樂部「野蠻時代」（Wild Times），在那個專屬肉食動物的樂園中，他們可以脫下項圈享受短暫的放蕩和自由。「馴順項圈」的想法是源自於1970年美國廣播公司所製作的一部紀錄片《暴風眼》；其內容講述马丁·路德·金遇刺後，美國教師珍·艾略特於課堂上教導幼童有關種族歧視的概念，並讓班上一部分的學生戴上領巾以模擬種族的區別。
不過，在經過數次內部的試映和討論會後，製作團隊認為從尼克的觀點敘述故事太過黑暗；在紀錄片《想像動物方城市》（Imagining Zootopia）中，拉薩特說道：「我想要愛上這個世界。但因為一開始故事（黑暗）的色彩，我討厭這個世界。」直到2014年11月，製作團隊才決定若將主角的身分對調，认为電影的情節將會更引人入勝，於是最終茱蒂便成為了電影的核心主角。也因為劇本的這項重大更動，原先設計出的許多想法、角色、地點都被刪除而未進入最後的成品中；這包括了前述的「馴順項圈」、「野蠻時代」、以騷擾尼克為樂的兩隻沙鼠等。
2015年5月6日，迪士尼宣布吉妮佛·古德溫和詹森·貝特曼將分別擔任《動物方城市》中的主角哈茱蒂和胡尼克的配音員。製作團隊之所以選擇貝特曼是因為他們希望尼克能帶給觀眾「逗趣卻真心誠意」的感覺，且有著一種「詭計多端、聰明機智的聲音」。在一次採訪中，貝特曼形容尼克是個「狡猾、諷刺的點子家」，而這和他自12歲以來所扮演過的許多角色都有著相似之處；他提到曾問過導演們希望他做些什麼，而他們只回答「做你自己就好。只管講話。」導演里奇·摩尔則認為古德溫的配音「很甜美、有著包容的心和極佳的幽默感」；他形容茱蒂這個角色帶給人「融合了快樂小天使和芙莉歐莎」的感覺。古德溫則曾說道：「人們常誤以為善良便意味著天真和糊塗，而茱蒂就是這麼一個徹底的模範善良女孩。但事實上，她並不是隻愚蠢的兔子（dumb bunny）。」2015年7月，曾為《無敵破壞王》、《冰雪奇緣》、《大英雄天團》等電影配音的阿蘭·圖代克宣布他也將擔任本片的配音員，而他的角色名字則是和《冰雪奇緣》中類似的威斯頓公爵（Duke Weaselton）。

### 隱喻及彩蛋
在紀錄片《想像動物方城市》（Imagining Zootopia）中，製作團隊曾提到這部電影包含了對現實世界裡偏見、刻板印象、種族歧視等議題的隱喻。傑瑞·布希則表示，原先電影的主題在於肉食動物如何克服自己的生物本能，並嘗試和草食動物和平相處；後來，製作團隊發現在這樣的設定之下，草食動物對肉食動物的偏見便浮現出來，最後也成為了這部電影的主題。導演拜倫·霍華德在他的一篇推特貼文中則提到，電影選擇偏見作為主題的原因之一是製作團隊在研究現實的動物世界時，曾觀察到自然界中草食動物的數量遠多於肉食動物；他並說道：「這（偏見）是一個很棒卻也很困難的主題，而一個全由動物所構成的世界對這樣的主題來說就是一個絕佳的舞台。因為如此一來，它就變成了這種21世紀的寓言，你也能真正地在故事裡講述：人們在現實世界中同樣也會受偏見束縛。」此外，製作團隊在偏見及多樣化社會等題材上也曾請教於電影製作人兼社會學家沙克蒂·巴特勒（Shakti Butler），她曾創辦致力於在電影中融入社會不平等議題的非營利組織「World Trust」；沙克蒂認為迪士尼在文化的創造上扮演著非常重要的角色，並說道：「若你想創造出一個公平的社會，你就必須改變它的文化。所以，當我們改變了文化，且孩子們在（電影的）故事中可以看見自我，而這個自我（在故事中）能夠扮演（社會上）各種不同的角色時，那種程度的彈性就顯得非常重要。」
《動物方城市》的製作也受到了一些電影及電視劇的影響，除了在劇情中作為彩蛋之外，同時也是對那些作品的致敬。電影中出現的許多元素都引用自迪士尼先前的幾部經典動畫長片作品，包含《小飛象》、《冰雪奇緣》、《魔髮奇緣》、《大英雄天團》等。此外，部分角色的造型設計或命名也參考了其它流行文化的影視作品；舉例來說，角色B老大（Mr. Big）便直接隱喻了電影《教父》中的人物維托·柯里昂，而反派角色道格（Doug）的手下沃特（Woolter）與傑西（Jesse）兩人則和《絕命毒師》的兩位主角沃特·懷特與傑西·平克曼有相似的名字。
這部電影裡也出現了許多模仿自真實世界中的商標。舉例來說，劇中茱蒂使用的智慧型手機品牌商標是缺了口的胡蘿蔔，這即是對蘋果iPhone的戲仿；Google Photos和新聞頻道美国有线电视新闻网(CNN)在電影中則分別變成了「Zoogle Photos」以及「ZNN」。其它被模仿的商標還包括了優步、雷曼兄弟、勞力士、目標百貨和梅西百貨等等。

### 音樂

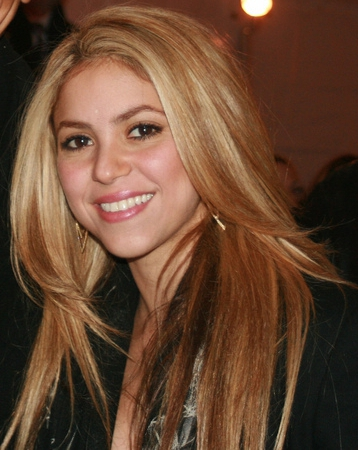
為角色志羚姐姐（Gazelle）擔任配音員、並演唱全球主題曲嘗試一切的歌手夏奇拉

《動物方城市》的配樂是由美國編曲家麥可·吉亞奇諾譜寫；在這之前，他曾為《腦筋急轉彎》、《天外奇蹟》、《料理鼠王》、《超人特攻隊》等皮克斯動畫電影的配樂擔任作曲家，而這是他第一次為迪士尼的動畫長篇電影作曲。 吉亞奇諾曾說，這部電影對社會議題的隱喻「對我個人而言有非常深刻的影響，它讓我想去看看真實世界中正在發生的各種問題。」導演里奇·摩尔則對吉亞奇諾的配樂評論道：「若你仔細地去聆聽的話，你會發現一部好的喜劇電影的配樂並沒有嘗試營造出『好笑』的感覺——它一直都是用來強調主角背後遭遇的悲劇與困境。而吉亞奇諾很清楚該如何把這件事做好。」
電影配樂的錄製時間是2015年11月，地點是華納兄弟公司位在洛杉磯郊區的一間錄音室；音樂由一個80人的管弦樂團演出，並由提姆·席孟尼克（Tim Simonec）擔任指揮。在配樂中除了常規樂器外，吉亞奇諾也使用了來自印尼的傳統樂器、來自中東的鐘、鋼製攪拌碗和羊角等特殊樂器。
來自哥倫比亞的流行音樂歌手夏奇拉在這部電影中除了擔任角色夏奇羊（Gazelle）的配音之外，也演唱了電影的主題曲嘗試一切；這首歌是由希雅和星際之門擔任作曲，且在各地區上映時有不同語言的錄製版本：其中國語版本由來自加拿大的華裔歌手九九演唱、日語版本則由日本女子組合Dream的成員Ami演唱。

#### 原聲帶
這部電影的原聲帶於2016年3月4日由華特迪士尼錄音公司發行，其中收錄了吉亞奇諾所作時長約一小時的電影配樂、和一首由希雅等人寫作的全球主題曲嘗試一切；主題曲也以單曲的形式另外發行。
| 曲序     | 曲目                                  | 词曲                                    | 演出者   | 时长  |
| -------- | ------------------------------------- | --------------------------------------- | -------- | ----- |
| 1.       | Try Everything（嘗試一切）            | 希雅·富勒、托爾·赫曼森、米克爾·艾瑞克森 | 夏奇拉   | 3:16  |
| 2.       | Stage Fright                          |                                         |          | 0:39  |
| 3.       | Grey's Uh-Mad at Me                   |                                         |          | 1:44  |
| 4.       | Ticket to Write                       |                                         |          | 1:07  |
| 5.       | Foxy Fakeout                          |                                         |          | 2:08  |
| 6.       | Jumbo Pop Hustle                      |                                         |          | 1:50  |
| 7.       | Walk and Stalk                        |                                         |          | 1:29  |
| 8.       | Not a Real Cop                        |                                         |          | 1:34  |
| 9.       | Hopps Goes (After) the Weasel         |                                         |          | 2:19  |
| 10.      | The Naturalist                        |                                         |          | 3:09  |
| 11.      | Work Slowly and Carry a Big Shtick    |                                         |          | 0:44  |
| 12.      | Mr. Big                               |                                         |          | 2:47  |
| 13.      | Case of the Manchas                   |                                         |          | 4:00  |
| 14.      | The Nick of Time                      |                                         |          | 5:02  |
| 15.      | World's Worst Animal Shelter          |                                         |          | 4:24  |
| 16.      | Some of My Best Friends Are Predators |                                         |          | 3:47  |
| 17.      | A Bunny Can Go Savage                 |                                         |          | 1:45  |
| 18.      | Weasel Shakedown                      |                                         |          | 2:04  |
| 19.      | Ramifications                         |                                         |          | 3:58  |
| 20.      | Ewe Fell for It                       |                                         |          | 6:37  |
| 21.      | Three-Toe Bandito                     |                                         |          | 0:43  |
| 22.      | Suite from Zootopia                   |                                         |          | 7:28  |
| 总时长： | 总时长：                              | 总时长：                                | 总时长： | 62:34 |

## 宣傳及發行

### 宣傳
2015年6月11日，華特迪士尼動畫工作室於YouTube上發布了《動物方城市》的第一部前導預告片，而這部預告片也同時在電影院中皮克斯的動畫電影《腦筋急轉彎》播映前放映。第二部前導預告片於同年11月23日同樣在YouTube上發布（並在電影院中《恐龍當家》播映前放映），其中包含了主角茱蒂和尼克在哺乳動物車輛管理局中向樹懶公務員尋求幫助的橋段。而官方的劇場版預告片則是於2015年12月31日在YouTube上發布，片中的背景音樂首次使用了夏奇拉所演唱的主題曲嘗試一切。在電影於北美地區上映前的2016年2月27日至2月28日，《動物方城市》在美國佛羅里達州華特迪士尼世界度假區的迪士尼之泉舉行了試映會，並邀請了約400位迪士尼樂園官方部落格的讀者參加。
此外，迪士尼曾和一家名叫聯盟整合媒體（Allied Integrated Media）的數位行銷公司簽約，由該公司在Meetup網站上向獸迷族群進行宣傳，鼓勵他們將自己穿著獸裝的照片發布至社群網站上並加上這部電影的主題標籤，以作為一種病毒式行銷的手法。此外，迪士尼也和交通網路公司優步合作；在上映日2016年3月4日當天，使用者若在優步的應用程式中輸入促銷代碼「ZUBER」，地圖上計程車的圖示即會變為電影中動物汽車的模樣。

### 上映
《動物方城市》於2016年3月4日在北美地區以2D、迪士尼數位3D、RealD 3D和IMAX 3D等形式正式上映，而這部電影是迪士尼繼2002年的《星銀島》以後第一部在美國國內IMAX戲院上映的動畫電影。在英國等部分歐洲國家上映時，電影原文名稱並未使用北美地區的「Zootopia」而改採「Zootropolis」，劇情中出現相應台詞的配音也有被重新修改；前者意義上是由動物園（zoo）和烏托邦（utopia）兩字組成，而後者則是由動物園和大都市（metropolis）兩字組成。此外，德國地區的片名則是「Zoomania」。迪士尼表示這些更改「只是為了讓英國的觀眾們能有一個對他們來說更為適切的片名」，但《衛報》和《愛爾蘭時報》等媒體則指出這是為了避免在宣傳和銷售時與當地已存在的商品或地名發生名稱相同的法律糾紛；舉例而言，丹麥的吉夫斯庫動物園將在2019年新增一個名叫「Zootopia」的園區、而英國也曾有一張相同名稱的兒歌專輯。
此外，電影中角色ZNN新聞台主播的物種在各地上映時並不相同；日本的日語版本是一隻狸貓、澳大利亞及紐西蘭的版本是一隻無尾熊、中國大陸的版本是一隻大熊貓、巴西及葡萄牙的葡萄牙語版本是一隻美洲豹、包含北美在內的其餘國家和地區的英語版本（澳大利亞、紐西蘭除外），以及除上述國家及地區外的非英語版本則是一隻駝鹿。而根據各地區的電影分級制度，該片在美國分為PG級、香港分為I級、台灣分為普遍級。
本片在中國大陸上映後，曾一度掀起飼養耳廓狐的熱潮。然而值得一提的是，耳廓狐已在2015年被國際自然保護聯盟列入瀕危物種紅色名錄，任何人私自買賣均屬違法。

### 銷售及發行
《動物方城市》於2016年6月7日以藍光、3D藍光、DVD、數位HD等形式由華特迪士尼影業家庭娛樂公司正式發行。這些版本中收錄了一些額外項目，包括被刪除的角色及橋段介紹、製作團隊在非洲採集素材時的紀錄片、電影配樂錄製的實況以及主題曲嘗試一切的音樂錄影帶等等。這部電影發行後的首個週末即在北美地區家庭娛樂的銷售排行榜中取得了第一名的成績。在美國，迪士尼發行了《動物方城市》的「終極收藏版」（Ultimate Collector's Edition），其中包含了電影的上述所有四種形式；台灣、香港及澳門地區則皆有預購限定的藍光鐵盒版，分別由得利影視及洲立影視發行。
2016年4月3日，電視頻道公司Fusion在其YouTube頻道上發行了一部本片製作過程的紀錄片《想像動物方城市》（Imagining Zootopia）；長約45分鐘的該片除了採訪製作團隊外，也公開了一些最終未被採納的角色、想法及劇情橋段。除了電影之外，迪士尼也發行了一些相關的書籍，包括《動物方城市電影設定集：迪士尼史上最歡樂城市的幕後祕辛》（Zootopia: The Official Handbook）及《動物方城市：電影繪本》（Zootopia: Movie Storybook）等。此外，潔西卡·朱利葉斯（Jessica Julius）所著作的《動物方城市藝術集》（The Art of Zootopia）則是一本圖集；它包含了電影製作過程中被保留下來各個角色、地點或場景的設計理念和概念藝術等內容，其中有部分是未在最後的電影中被採用的。

### 電子遊戲
迪士尼的開放世界遊戲《迪士尼無限世界3.0》在2016年3月1日率先發行了《動物方城市》的兩個新角色：哈茱蒂和胡尼克；此外，同年3月28日發行的手機遊戲《迪士尼天天過馬路》中也包含了茱蒂及尼克等一系列《動物方城市》的角色可供玩家遊玩。
電影上映後，迪士尼又於2016年8月10日發行了一款名叫《優獸大都會破案實錄：尋找線索》（Zootopia Crime Files: Hidden Object）的冒險益智遊戲，適用於Windows 10、Windows Phone、Android及iOS等平台；遊戲中，玩家必須調查犯罪現場、蒐集並分析證物以找出嫌疑犯。

## 反響

### 票房
截至2016年8月4日，《動物方城市》在北美地區的票房總額為3.41億美元，在世界其他國家和地區票房總額為6.82億美元，全球票房達10.24億美元，超過1.5億美元的總預算，成為所有原創電影（非續集或改編自其它作品）中總票房收入第二高的電影（僅次於《阿凡達》）。在電影上映後第二週的2016年3月18日，《動物方城市》成為繼《冰雪奇緣》和《大英雄天團》後，迪士尼連續第三部全球票房突破5億美元的動畫電影。接著，它的全球票房收入分別在同年的4月5日及4月24日突破8億和9億美元的關卡，並於6月5日成為2016年第二部全球票房達到10億美元的電影（繼《美國隊長3：英雄內戰》之後）；這也是迪士尼第三部、及有史以來第四部實現此票房里程碑的動畫電影。最後，《動物方城市》成為當時迪士尼全球票房收入第二高的動畫電影（僅次於《冰雪奇緣》），以及2016年全球總票房收入第四高的電影，同時也是有史以來全球票房收入第37名的電影。

#### 北美地區
《動物方城市》在美國和加拿大地區共3827間電影院上映前，其首週末的預測票房收入為6000萬至7000萬美元。後來，該片於2016年3月4日在北美地區共3100間3D影院、365間IMAX影院和325間大螢幕影院上映。它在上映前夕的週四預映中獲得了170萬美元的收入，這是迪士尼（不包含皮克斯）動畫電影創下的新紀錄。由於來自各界良好的口碑，它在上映首日即獲得了1950萬美元的票房收入，此亦為皮克斯以外迪士尼動畫電影的創舉（打破《冰雪奇緣》的紀錄）；同時，它也是三月上映的電影中首映日票房收入次高的動畫電影（僅次於《冰原歷險記2》）。電影上映首個週末的票房表現較預期來得更佳，共獲得了約7510萬美元的收入；這打破了《冰雪奇緣》和《大英雄天團》的紀錄，也成為三月上映的電影中首映週末票房收入最高的動畫電影（打破《羅雷司》的紀錄）。此外，其首映週末票房收入在所有原創電影中排名第四，僅次於《寵物當家》、《腦筋急轉彎》及《阿凡達》。它在IMAX電影院中的表現也極為出色，共獲得了520萬美元的票房收入；這個成績在IMAX動畫電影中僅次於《玩具總動員3》的840萬美元。
電影上映後第二個週末的票房收入達5130萬美元，較首週少了31.6%；其下降的趨勢較《無敵破壞王》緩（32.7%），但比《樂高玩電影》來得快（27%）。直到上映後的第三個週末，《動物方城市》仍是北美地區的票房冠軍，且獲得了3720萬美元的收入，較第二個週末少了28%；這個成績在上映首週票房未達1億美元的電影中位居第二名（僅次於《阿凡達》的6800萬美元，並超越了《007：空降危機》的3500萬美元）。此外，電影的總票房收入也在第三週突破了2億美元。《動物方城市》在其上映後的第四週才被《蝙蝠俠對超人：正義曙光》超越，票房收入在北美地區屈居第二。最後，它在票房排行榜前十名中共維持了13週，略遜於《阿凡達》的14週及《冰雪奇緣》的16週。

#### 其它地區
華特迪士尼工作室電影為了配合各個市場中學校的假期，《動物方城市》在世界各地上映的時間不一。它最先於2016年2月的第二週在比利時、丹麥和西班牙等三個地區登上大螢幕，並獲得了約480萬美元的票房收入。在2月的第三週，其上映地區擴展至22個市場（約佔其國際市場總數的36%），並增加了3120萬美元的收入；接著，電影在2月的第四週雖未於新的地區上映，但仍增加了3300萬美元的收入。進入2016年3月的第一週後，電影上映地區擴展至共45個國家（包含北美地區及中國大陸）並新增了6470萬美元的收入，在全球的票房排名僅次於《葉問3》；其中，有330萬美元是來自IMAX影院的收入。由於在中國大陸上映後次週票房的表現亮眼，它終於在3月的第二週登上全球票房排行榜的冠軍；該週之內，本片在共45個地區增加了8930萬美元的票房收入，較前一週成長了約25%。接下來的數日，《動物方城市》皆維持全球總票房冠軍，直到兩週之後才被《蝙蝠俠對超人：正義曙光》超越。它的全球票房總額則在首映後的第八週突破了5億美元的關卡。
此外，《動物方城市》在各地的首映日於西班牙（310萬美元）、比利時及丹麥（170萬美元）、法國（870萬美元）、俄羅斯（790萬美元）、德國（680萬美元）、波蘭（120萬美元）、印度英國愛爾蘭三国（730萬美元）、墨西哥（460萬美元）、澳大利亞（360萬美元）、巴西（260萬美元）、義大利（330萬美元）等地區都屢獲佳績；它在比利時更成為了迪士尼及皮克斯的作品中首週票房收入最高的動畫電影。截至2016年6月29日，本片在北美以外各國家和地區的票房排名依次為中國大陸、俄羅斯、法國和德國；其中，中國大陸是本片在北美以外最大的市場，同時也是迪士尼在該市場票房收入次高的電影，僅次於《復仇者聯盟2：奧創紀元》。
中國大陸方面，《動物方城市》於2016年3月4日與北美地區同步上映。本片最初在中國大陸上映時，因同檔期電影《葉問3》的強勢競爭，首日票房收入約2200萬元人民幣，僅為《葉問3》首日票房（1.4億元人民幣）的約七分之一，首週僅收穫1.5億元人民幣。但由於《瘋狂動物城》在當地獲得了極為優秀的口碑，吸引許多影迷前往觀看，再加上《葉問3》被質疑可能涉及假票房事件發酵的影響，本片在3月8日超越《葉問3》，成為中國大陸單日票房冠軍，並維持了約兩個星期。在口碑效應的影響下，《瘋狂動物城》在上映後第9日當天的單日票房達1.656億元人民幣，打破《功夫熊貓3》於同年1月創下的中國大陸單日動畫電影票房紀錄（1.27億元人民幣），上座率達到極高的48.7%。3月13日，《瘋狂動物城》在中國大陸的總票房收入達到7.34億元人民幣，超越其主要競爭對手《葉問3》。3月19日，上映16天的《瘋狂動物城》票房達到10.37億元人民幣，超越《功夫熊貓3》（9.9億元人民幣）與《西遊記之大聖歸來》（9.6億元人民幣），成為中國大陸有史以來票房收入最高的動畫電影，也是中國大陸影史上首部營收超越10億元人民幣的動畫電影，而该记录直到2019年才被《哪吒之魔童降世》以46.54亿的票房超越。此外，因反響熱烈，國家新聞出版廣電總局也罕見地批准該片的放映期延長2週，使得這部電影在中國大陸共放映了44天。。其最终累计票房为15.306亿元人民币。
香港方面，電影因延後至復活節檔期上映，票房在上映後的三週內均只屈居亞軍，先後不敵《功夫熊貓3》及《蝙蝠俠對超人：正義曙光》；直到上映後的第四週，本片才登上票房冠軍，並超越《功夫熊貓3》而累計票房達5200萬港元。
台灣方面，首週三天票房為新台幣4200萬元；次週票房累計至新台幣7400萬元；第三週票房累計至新台幣1.1億元；第四週票房累計至新台幣1.55億元；第六週票房累計至新台幣2.27億元；第七週票房累計至新台幣2.47億元；第八週票房累計至新台幣2.6億元；第九週票房累計至新台幣2.72億元；第十週票房累計至新台幣2.79億元；最終全台票房為新台幣2.88億元。

### 專業評價
《動物方城市》在評論界中受到了媒體廣泛的好評。根據爛蕃茄上收集的298篇評論文章，其中有291篇給出了「新鮮」的正面評價，「新鮮度」為98%、平均得分8.1（最高10分）；該網站上對本片的共識評價中寫道：「《動物方城市》多采多姿、精妙卓絕，它傳達了一則令人省思、內涵深遠的訊息。這則訊息就和它精美的動畫效果一般，站在時代潮流的最前端——而在這一切的同時，這部電影仍非常輕快、有趣，並足以取悅較為年輕的觀眾群。」。而在Metacritic上收集的43篇評論文章中，有39篇給出好評，4篇褒貶不一，平均得分78（最高100），屬於「大致正面評價」（generally favorable reviews）。CinemaScore進行的市場調查則顯示影迷對本片的平均評價為「A」（最好A+，最差F）。中國大陸的1905電影網上有觀者評論道：「推進故事發展就需要矛盾，簡單來說，主線就是種族對立。大型哺乳類動物認為主角兔子無法勝任員警，所以派它去做交警。食草類動物又覺得食肉動物太野蠻，會威脅到自己的生命安全。真正的大boss從外貌上絕對看不出來，披著羊皮的狼才最可怕，現實社會裡這樣的人也比比皆是。這部動畫電影厲害的地方就在於，看片時笑得前仰後合，看完了還能讓你有所回味，它搞笑卻不低俗，時時刻刻又都充滿著溫馨，結局也給人希望。」根據中國大陸的網友評價，本片在貓眼的得分為9.6分、格瓦拉為9.5分、大眾點評為9.2分、微票兒觀眾喜愛度為97%。
許多影評稱讚了其出色的配音團隊、劇本和動畫效果，而該片的幽默以及將偏見及刻板印象等主題融入劇情也成為其廣受好評的原因之一。《紐約時報》的尼爾·根茲林格認為這部電影「很有趣、聰明，且發人深省」。《滾石》的彼得·崔佛斯寫道：「《動物方城市》可能是2016年最具顛覆性的一部電影」，並認為其優點除了幽默逗趣之外，還有在排外主義等政治語言盛行的當下，將偏見所帶來的傷害融入劇情。《綜藝》的彼得·迪布吉（Peter Debruge）則認為這部電影「將迪士尼的長處發揮得淋漓盡致」。IGN的評論家艾瑞克·高德曼（Eric Goldman）給了這部電影10分中的9.0分，並說道：「《動物方城市》是個絕佳的範例，它告訴了我們迪士尼如何善於將它過去和現今的風格以一種很酷炫、吸睛的方式融合在一起。它汲取了傳統動畫中動物們像人類般舉止、說話、行走的概念，並搭配上現代的幽默和動畫風格……還有，它的主題也意義深遠且切合時局。」《觀察家報》的馬克·科莫德認為《動物方城市》「是部很有趣、令人喜愛的假日休閒電影」；他還說道：「電影的劇情名義上來說只是肉食動物屈服於動物本能、而草食動物對他們產生恐懼的一則故事。然而，實質上它是一則精心策劃又令人感到逗趣的寓言，講述著信任與容忍如何對抗恐慌與偏見。這對於當下仇恨與不安感高漲的現況來說，實為一場慶祝關愛與多樣化的盛宴，樂觀且激勵人心。如果這些聽起來過於說教的話，千萬別擔心——電影裡的笑話很有趣、角色很引人入勝，且動畫裡充滿著許多讓人賞心悅目的細節。」最後，他結論道：「……這才是個像樣的、能夠同時吸引跨世代觀眾的家庭娛樂。棒極了！」《每日電訊報》的羅比·柯林則寫道：「在這部電影中，獅子不僅與山羊同臥（引自《以賽亞書》），他們甚至在市政府中共事。這可說是多樣化社會的美夢成真，還是另有蹊翹？……動物方城市就好像是座《繁忙小鎮》（童書作家理察·斯凱瑞筆下的虛構動物城市）版本的中國城。我幾乎可以肯定地說，這是今年以來最值得讓人深入探討的一部擬人動物卡通。」 他還認為，劇中的主角哈茱蒂（Judy Hopps）和胡尼克（Nick Wilde）「就像《48小時》中的尼克·諾特和艾迪·墨菲一樣，是一對彼此帶點幽默的做作、卻很合得來的拍檔，只是遠比他們來得可愛多了——這無非要感謝古德溫和貝特曼兩人精彩的配音演出。」同樣來自《每日電訊報》的羅莎·普林斯（Rosa Prince）特別指出，這部電影的主角哈茱蒂為迪士尼動畫電影中的女英雄（如迪士尼公主系列）帶來了一項令人樂觀其成的改變。她認為不同於其他那些只著重浪漫愛情或家庭忠誠的角色，茱蒂的目標是成為她夢想中的職業——警察，並為她的城市服務。普林斯說道：「《動物方城市》中比其它的迪士尼電影包含了稍微更多的女性角色——約佔角色總數的三分之一。但真正打破常規的角色是茱蒂：她對於被白馬王子拯救什麼的一點興趣都沒有，反而是忙著拯救其他人。」
不過，仍有少數媒體給予《動物方城市》负评。其中，《鹽湖城週報》的史考特·倫肖（Scott Renshaw）認為劇情中許多笑點與電影所欲傳達的訊息產生矛盾，並寫道：「在哺乳動物車輛管理局的橋段中，局裡所有的職員都是樹懶。你可能認為這是個不錯的笑點，直到你發現這恰恰是一種刻板印象——這種動物有個獨一無二的特色，而他們每一隻都一樣。同樣的事情也發生在另一個橋段：茱蒂利用每隻狼在聽到嚎叫聲時都會跟著嚎叫的特性闖過關卡。 」影評網站「Cinemixtape」的J·歐森（J. Olson）雖肯定電影的配音演出和視覺效果，卻批評了電影的劇本，並認為在劇情中融入嚴肅社會議題的手法使得電影過於沉重；他寫道：「若要說這部電影從表面上來看非常出色，那麼它底下匿伏的就是一層不時探出頭來顯露醜態的劇本。」

### 榮譽
《疯狂动物城》赢得众多荣誉肯定，许多都是最佳动画长片奖。电影获第89屆奧斯卡金像獎最佳动画长片，金球獎最佳動畫并提名英国电影学院奖最佳动画片。影片在第44届安妮奖角逐获11项提名，拿下最佳动画片、杰出成就、动画片配音演出（貝特曼）等六项。美國製片人協會授予本片最佳动画片。古德温获女性电影记者联盟最佳动画女子奖，另有人民选择奖和华盛顿特区影评人协会提名。音乐家希雅和音乐制作人星门因夏奇拉演唱的歌曲嘗試一切获格莱美奖最佳视觉媒体歌曲提名。美国电影学会把《疯狂动物城》纳入2016年十大佳片。

## 主題解讀
《動物方城市》中包含了對現實世界裡偏見、刻板印象、種族歧視等議題的隱喻，而媒體及影評界也對此有許多不同的解讀。舉例來說，在電影中，肉食動物相較於草食動物而言是為少數族群，就如同美國社會中的非裔族群。電影劇情後半段的核心焦點為草食動物對發狂的肉食動物產生恐懼，這便影射了部分美國白人對非裔族群的心理態度；而反派角色楊咩咩（Dawn Bellwether）的理念則被視為白人優越主義的代表。楊咩咩試圖利用「夜嚎怪」（Night Howler）萃取液使肉食動物發狂的計畫也影射了一則未經證實的陰謀論：美國中央情報局曾被控於1980年代中期參與走私霹靂可卡因，並在洛杉磯的非裔社群中大量販售，導致後續非裔人士犯罪率的上升。此外，豹警官（Benjamin Clawhauser）在主角哈茱蒂至方城市警局報到時誇她「可愛」，茱蒂卻感到被冒犯；這則影射了在美國被視為禁忌的「黑鬼」（nigger）一詞。對此，導演之一的傑瑞·布希則表示，相關的隱喻其實具有普遍性，並沒有針對一些特定的族群、種族或性別。
許多影評對這些隱喻所帶來的效果持正面評價，如《每日電訊報》的羅比·柯林曾寫道：「這些有關差異性的價值的隱喻在電影中呈現得一點也不死板，而這部電影最大的優點之一，就是它深信年輕的觀眾也能夠自行解讀這則隱微、複雜的訊息。」  但也有評論認為這部電影在嘗試探討種族歧視、性別歧視、警察暴力和厭女主義等嚴肅議題時「過於說教、太多粉飾、有如霧裡看花」，且對於瓦解美國社會中的制度性壓抑（structural oppression）毫無助益。

## 後續

### 續集
2016年6月，霍華德和摩爾談論到《動物方城市》續集的可能性。2023年2月，迪士尼執行長勞勃·艾格於第一季度財報會議上確認正在開發《動物方城市2》並確定將於2025年11月26日在美國上映。

### 電視外傳
2020年12月10日，華特迪士尼動畫工作室在迪士尼投資者大會的直播上宣布，改編自本片的動畫劇集《動物方城市+》將於2022年初在Disney+上首映；並且會是工作室的首個電視項目之一，因為大多數基於迪士尼動畫電影的電視節目都是由迪士尼电视动画公司製作的。该剧于2022年11月9日在Disney+首播。

### 主题乐园
2019年1月23日，上海迪士尼度假区宣布全新的主题乐园扩建计划，将在上海迪士尼樂園新增“疯狂动物城”主题园区，並於2019年底正式動工
，新园区于2023年12月20日正式对外开放。